# Tanjong Dalam Utara
Tanjong Dalam Utara is een bestuurslaag in het regentschap Aceh Utara van de provincie Atjeh, Indonesië. Tanjong Dalam Utara telt 1019 inwoners (volkstelling 2010).